# Cuội (cung trăng)
Chú Cuội là một hình ảnh trên Mặt Trăng do người xưa nghĩ ra dựa trên một truyền thuyết "Người đàn ông dưới gốc cây Cung Trăng" được mọi người nhắc đến trong ngày Rằm tháng Tám. Lúc trăng tròn, những chỗ lõm của Mặt Trăng được nhìn thấy có hình dạng nối liền giống như một cây đa ở Việt Nam hay Cây Quế theo người Trung Quốc nên câu chuyện này ngày càng được mọi người biết đến với những hình ảnh đó. Trong ngày Trung Thu, chú Cuội và chị Hằng là hai nhân vật chính mà các em nhỏ quan tâm tới.
Truyện cổ tích về nhân vật ngồi gốc cây đa trên cung trăng này được biết đến với tên gọi "Cây thuốc cải tử hoàn sinh hay sự tích thằng Cuội cung trăng" (Nguyễn Đổng Chi), "Sự tích chú Cuội cung trăng","Thằng Cuội cung trăng",
Còn trong Thần thoại Trung Hoa thì lại được biết đến là một người vị tiên nhân tên là Ngô Cương cùng Cây Quế Thần cao 500 trượng.

## Trong văn hóa đại chúng

### Ca dao, tục ngữ
- Ca dao:

Thằng Cuội ngồi gốc cây đa,
Để trâu ăn lúa, gọi cha ời ời.
Cha còn cắt cỏ trên trời,
Mẹ còn cưỡi ngựa đi mời quan viên.
Ông thời cầm bút cầm nghiên,
Ông thời cầm tiền đi chuộc lá đa

### Âm nhạc
- "Chú Cuội" - Phạm Duy

Trăng soi tóc thề, đưa trai gái về 
 Tình ơi! Nửa đường thôn quê, gặp đàn em bé hát vè một câu: 
 Câu thơ chú cuội mà lấy tiên nga, Cuội ơi!

- "Thằng Cuội" - Lê Thương

Bóng trăng trắng ngà 
 Có cây đa to 
 Có thằng Cuội già 
 Ôm một mối mơ...

## Thơ ca
"Muốn làm thằng Cuội"
Đêm thu buồn lắm chị Hằng ơi
Trần thế em nay chán nửa rồi
Cung quế đã ai ngồi đó chửa
Cành đa xin chị nhắc lên chơi
Có bầu có bạn can chi tủi
Cùng gió cùng mây thế mới vui
Rồi cứ mỗi năm rằm tháng tám
Tựa nhau trông xuống thế gian cười.
--Tản Đà